# Iwan Nosienko
Iwan Isidorowicz Nosienko (ros. Иван Исидорович Носенко, ur. 19 kwietnia?/2 maja 1902 we wsi Bierlewiec w guberni orłowskiej, zm. 2 sierpnia 1956 w Moskwie) – radziecki wojskowy i polityk, inżynier kontradmirał.

## Życiorys
Od 1914 pracował w stoczni w Mikołajowie, od 1916 spawacz. W latach 1917–1920 robotnik rolny w Nowobogusławce w guberni mikołajowskiej (obecnie obwód mikołajowski), 1920-1921 asystent, potem inspektor wydziału ochrony pracy w oddziale związków zawodowych guberni mikołajowskiej, 1924-1928 studiował w Instytucie Przemysłu Stoczniowego w Mikołajowie, później był głównym mechanikiem, naczelnikiem wydziału konstrukcyjnego i głównym konstruktorem obiektów w fabryce okrętowej, 1937 główny inżynier 2 Głównego Zarządu Ludowego Komisariatu Przemysłu Obronnego w Leningradzie, 1937-1939 główny inżynier i dyrektor Stoczni Bałtyckiej w Leningradzie, od I 1939 I zastępca komisarza, a od 17 V 1940 ludowy komisarz przemysłu stoczniowego ZSRR. Do WKP(b) przyjęty w 1925. Od 19 III 1946 wiceminister przemysłu stoczniowego ZSRR, 29 XII 1947 - 10 I 1950 minister budowy maszyn transportowych ZSRR, I 1950 - X 1952 I zastępca ministra przemysłu stoczniowego ZSRR, 31 X 1952 - 5 III 1953 minister przemysłu stoczniowego ZSRR, III-VI 1953 I zastępca ministra budowy maszyn transportowych i ciężkich ZSRR, od 19 IV 1954 ponownie minister przemysłu stoczniowego ZSRR. Od 1941 kandydat na członka KC WKP(b). 31 V 1944 mianowany inżynierem-kontradmirałem. Od 1954 deputowany do Rady Najwyższej ZSRR 4 kadencji. Pochowany na cmentarzu przy Murze Kremlowskim; w jego pogrzebie uczestniczyli m.in. Nikita Chruszczow, Gieorgij Malenkow, Nikołaj Bułganin, Klimient Woroszyłow wraz z kompanią reprezentacyjną.

## Odznaczenia
- Order Lenina (trzykrotnie, m.in. 29 marca 1939 i 1952)
- Order Nachimowa I klasy (1945)
- Order Czerwonego Sztandaru Pracy (trzykrotnie, m.in. 1942 i 1952)
- Order Czerwonej Gwiazdy (1942)
- Order „Znak Honoru” (27 marca 1938)
- Medal „Za zwycięstwo nad Niemcami w Wielkiej Wojnie Ojczyźnianej 1941–1945”

I medale.